# Emirato de Bujará
El Emirato de Bujará (1747-1920) fue un antiguo estado del Asia Central, con capital en Bujará, que fue protectorado ruso desde 1873 hasta su desaparición durante la Revolución rusa. 
Fue creado después de que el Kanato de Bujará fuera conquistado por el sha de Persia Nadir Sah y fue regido por⁷ los emires de la dinastía Mangudai.
En 1920 se convirtió en la República Popular Soviética de Bujará y su territorio ahora se reparte entre los territorios de Uzbekistán y Tayikistán.

## Historia
El emirato de Bujará fue creado oficialmente en 1785, tras la asunción del emir de la dinastía Mangudai, Shah Murad. En el transcurso del siglo XVIII, los emires lentamente habían adquirido el control efectivo del Kanato de Bujará, desde su empleo militar como ataliq. En la década de 1740, cuando el janato fue conquistado por Nadir Shah de Persia, fue evidente que los emires tenían el verdadero poder en Bujará.